# Scopula fasciata
Scopula fasciata là một loài bướm đêm trong họ Geometridae.